# Виртуальная сексуальность (фильм, 1999)
«Виртуальная сексуальность» (англ. Virtual Sexuality) — молодёжная комедия 1999 года режиссёра Ника Харрана. По книге Клои Рэйбен. Мировая премьера: 2 июля 1999 года.

## Сюжет
Джастин Элис Паркер 17 лет. Как и все девушки в этом возрасте, она мечтает об идеальном мужчине и переживает по поводу того факта, что всё ещё является девственницей. Проблема Джастин в слишком завышенных требованиях к парням, она никак не может определиться с выбором молодого человека, который помог бы ей в преодолении такого важного жизненного рубежа.
Когда главный кандидат в «лишенцы девственности» динамит девушку в пользу сексапильной большегрудой блондинки, Джастин в упадническом настроении отправляется на выставку компьютерных новинок. Там она забредает в павильон, где с помощью новейшей технологии «Нарцисс» можно создать любой виртуальный образ. Недолго думая, Джастин, чьи мысли заняты только одной проблемой, на основе собственного изображения создаёт голограмму парня своей мечты. Образ красавца так и остался бы навсегда в памяти компьютера, если бы не сбой программы, вызванный вспыхнувшем на выставке пожаром. В результате компьютерного катаклизма виртуальная проекция обретает физическое воплощение и на улицу выходит прекрасный юноша Джейк. 
Однако реальность сыграла с ожившей девичьей мечтой злую шутку. В совершенное мужское тело программа  вложила сознание его создателя – 17-летней Джастин Паркер. Джейк думает как Джастин, чувствует как Джастин, помнит все события её жизни и, по сути, является женщиной в мужском обличии. Разрываемый несоответствием внешности и содержания, парень пытается понять кто же он всё-таки такой? Мужчина? Женщина? Что-то среднее?
Ситуация накаляется, когда своё творение встречает настоящая Джастин. Увидев воплощение всех своих мечтаний, девушка по уши влюбляется в него, не подозревая, что идеальный Джейк — не что иное, как её копия в мужском теле…

## В ролях
| Актёр              | Роль                          |
| ------------------ | ----------------------------- |
| Лора Фрейзер       | Джастин                       |
| Руперт Пенри-Джонс | Джейк                         |
| Люк Де Лэйси       | Чес                           |
| Киран О’Брайэн     | Алекс Торн                    |
| Стив Джон Шеперд   | Джейсон                       |
| Марсель Дюпрей     | Френ (лучшая подруга Джастин) |
| Наташа Белл        | Изабель "Гувер" Кларк         |
| Лаура Макколей     | Моника                        |
| Роджер Фрост       | Фрэнк (отчим Чеса)            |
| Рут Шин            | Джеки (мать Чеса)             |
| Лаура Айкман       | Люси (сестра Джастин)         |

## Съёмочная группа
- Режиссёр: Ник Харран
- Продюсеры: Кристофер Фигг, Чарльз Эрмитаж, Джонатан Дэрби
- Сценаристы: Ник Фишер, Клоя Рэйбен
- Композитор: Руперт Грегсон-Уильямс
- Оператор: Брайан Тьюфано